# Lygosoma ashwamedhi
Espèce
Synonymes
- Riopa ashwamedhi Sharma, 1969

Statut de conservation UICN

 VU B1ab(iii) : Vulnérable
Lygosoma ashwamedhi est une espèce de sauriens de la famille des Scincidae.

## Répartition
Cette espèce est endémique d'Inde.

## Publication originale
- Sharma, 1969 : Two new izards of the genera Mabuya Fitzinger and Riopa Gray (Scincidae) from India. Bulletin of Systematic Zoology, Calcutta, vol. 1, no 2, p. 71-75.